# 414 km
414 km (ros. 414 км, остановочный пункт 414 км) – przystanek kolejowy w zachodniej Rosji, w osiedlu wiejskim Gniozdowskoje rejonu smoleńskiego, w obwodzie smoleńskim.

## Geografia
Przystanek położony jest 0,7 km od dieriewni Staroje Kuprino, 1,1 km od drogi magistralnej M1 «Białoruś», 25 km na zachód od Smoleńska.
Leży na linii Smoleńsk - Witebsk. Na tym odcinku jest to linia jednotorowa.

## Rozkład jazdy
Codziennie kursują pociągi podmiejskie: raz dziennie Gołynki – Smoleńsk/Smoleńsk – Gołynki, 2 razy – Smoleńsk – Rudnia/Rudnia – Smoleńsk.